# Dialeto canário
O dialeto canário (castelhano: dialecto canario ou habla canaria) é um dialeto da língua castelhana (vulgo espanhol) falado nas Ilhas Canárias, muito influenciado pelo dialeto falado na Andaluzia, devido à proveniência dos colonos e contacto portuário, e algo semelhante ao castelhano caribenho, devido à emigração canária para o Caribe. Dada a história prévia das ilhas, apresenta também numerosos berberismos guanches e lusismos.
Tem também um sub-dialeto falado nos Estados Unidos da América, na Paróquia de São Bernardo, Luisiana, chamado "espanhol insulano" (em castelhano: español isleño, em francês: espagnol islingue), hoje muito pouco falado.